# هنسا ۴۸۰

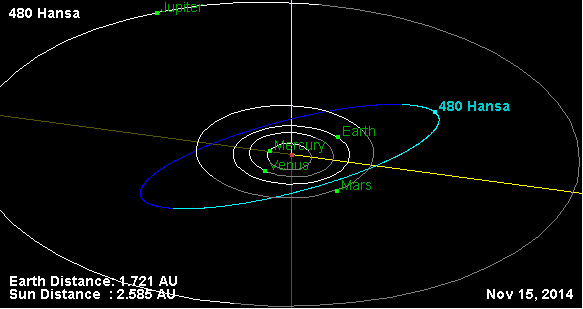
نمایی از محل قرارگیری سیارک هسنا ۴۸۰ در مدار – ۲۰۱۴

سیارک ۴۸۰ (به انگلیسی: 480 Hansa، نامگذاری:1901GL) چهارصد و هشتادمین سیارک کشف شده‌است که در ۲۱ مه ۱۹۰۱ و در هایدلبرگ کشف شد.
قدر مطلق سیارک برابر ۸٫۳۸ است.